# 张楚 (主持人)
张楚，女，中国主持人，中央广播电视总台主持人。

## 生平
现为中央广播电视总台少儿频道主持人，现主持中央广播电视总台央广中国之声节目《小喇叭》。

## 主持节目
- 《小喇叭》